# Liberty (film fra 1916)
 For alternative betydninger, se Liberty. (Se også artikler, som begynder med Liberty)
Liberty er en amerikansk stumfilm fra 1916 af Jacques Jaccard og Henry McRae.

## Medvirkende
- Marie Walcamp som Liberty Horton
- Jack Holt som Rutledge
- Eddie Polo som Pedro
- G. Raymond Nye som Pancho Lopez
- Neal Hart som Winston